# Barrage de Gölova
Le barrage de Gölova est un barrage en Turquie qui coupe la rivière Çobanlı Çayı affluent de la rivière de Kelkit (Kelkit Çayı).

## Sources
- (tr) « Gölova Barajı », sur Agence gouvernementale turque des travaux hydrauliques (DSİ)